# 702 ABC Sydney
702 ABC Sydney – australijska stacja radiowa należąca do publicznego nadawcy Australian Broadcasting Corporation, w którego portfolio pełni funkcję rozgłośni metropolitalnej dla aglomeracji Sydney, a także głównej stacji lokalnej dla większości obszaru Nowej Południowej Walii w ramach sieci ABC Local Radio. Jest najstarszą całodobową stacją radiową w Australii, nadaje nieprzerwanie od 23 listopada 1923. Do roku 2000 działała pod nazwą 2BL. 
Podobnie jak wszystkie pozostałe lokalne stacje ABC, posiada ramówkę opartą w przeważającej mierze na różnych gatunkach audycji mówionych. Od 1978 jej główną częstotliwością naziemną jest 702 kHz AM, która w 2000 została wpisana do nazwy rozgłośni. Ponadto dostępna jest w Internecie oraz w niekodowanym przekazie z satelity Optus D2. Siedzibą stacji jest ogólnokrajowa centrala ABC w Sydney.